# Actaea glandifera
Actaea glandifera es una especie de crustáceo decápodo de la familia Xanthidae.

## Hábitat y distribución
Es una especie bentónica que habita en el litoral y sublitoral de la Polinesia Francesa, en el Pacífico Sur a una profundidad de hasta 100 m, aunque normalmente no pasa los 25 m.